# راتشيل روبرتسون
راتشيل روبرتسون (بالإنجليزية: Rachael Robertson)‏ هي متحدثة تحفيزية أسترالية، ولدت في 7 مايو 1969 في غيلونغ في أستراليا.

## وصلات خارجية
- الموقع الرسمي